# Прудзішкі
Прудзішкі (пол. Prudziszki) — село в Польщі, у гміні Єленево Сувальського повіту Підляського воєводства. Населення — 225 осіб (2011).
У 1975—1998 роках село належало до Сувальського воєводства.

## Демографія
Демографічна структура станом на 31 березня 2011 року:
|          | Загалом | Допрацездатний вік | Працездатний вік | Постпрацездатний вік |
| -------- | ------- | ------------------ | ---------------- | -------------------- |
| Чоловіки | 113     | 19                 | 83               | 11                   |
| Жінки    | 112     | 37                 | 60               | 15                   |
| Разом    | 225     | 56                 | 143              | 26                   |